# Arschloch (Kartenspiel)
Arschloch ist ein in vielen westlichen Ländern verbreitetes Kartenspiel, bei dem es darum geht, als erster seine Karten abzulegen, um zum König (oder auch Präsidenten) aufzusteigen. Die Regeln variieren je nach Region in ihren Details sehr.  Das Spiel existiert auch in einigen kommerziellen Varianten wie Der Große Dalmuti, Karrierepoker, früher auch Hollywood-Poker, als Freeware für den PC oder auch als offizielle Regelvariante anderer Spiele (etwa Tichu).
Neben der vulgären Bezeichnung Arschloch und der abwertenden Benennung Bettler ist das Spiel auch unter der rassistischen Bezeichnung Negern bekannt. International ist das Spiel unter folgenden Namen bekannt: President, Scum, Asshole, Arsehole, Rich Man Poor Man, Bum, Landlord, Emperors and Scum, Root Beer, Butthead, Capitalism, Warlords and Scumbags, Trouduc or Trou du Cul, Einer ist immer der Arsch, Hűbéres, Sluitspieren or Klootzakken.

## Die Regeln

### Blatt
Es wird mit einem beliebigen Blatt gespielt. Bei mehr Spielern kann auch mit zwei Kartensets gespielt werden.

### Spielverlauf
Zu Beginn werden alle Karten möglichst gleichmäßig an die Spieler verteilt.
Reihum spielen die Spieler Karten aus. Der Spieler, der herauskommt (als erster eine Karte legt), darf entscheiden, ob er eine einzelne Karte oder einen Mehrling (mehrere Karten mit gleichem Zahlenwert) legt. Ein Spieler darf stets passen oder gleich viele Karten eines höheren Werts auf die bislang ausgespielten ausspielen. Wer den höchsten Wert ausgespielt hat, wenn alle anderen Spieler gepasst haben, gewinnt den Stich und darf erneut herauskommen.
Sobald ein Spieler keine Karten mehr hat, wird er mit dem höchsten noch übrig gebliebenen Amt belohnt. Der erste Spieler wird König (oder Präsident/Boss/Chef) genannt, der zweite Vizekönig (oder Vizepräsident/-boss/-chef) usw. Der letzte Spieler wird Arschloch, der vorletzte Vize-Arschloch usw.
Legt ein Spieler seine letzten Karten ab und werden diese auch nicht überstochen, ist es das Privileg des amtierenden Arschloches, als Nächstes auszuspielen.

#### Drücken
Zur nächsten Spielrunde teilt das Arschloch erneut alle Karten aus. Nun wird „gedrückt“: Allgemein müssen die Spieler mit niedrigeren Ämtern ihre höchsten Karten an die Spieler mit höheren Ämtern abgeben, während sie dafür die niedrigsten Karten ihrer Mitspieler bekommen. Das Arschloch gibt also seine höchsten Karten (Anzahl variiert je nach Anzahl Mitspieler) an den König, dieser seine niedrigsten ans Arschloch; dasselbe gilt für Vize-König und Vize-Arschloch usw., wobei man vielerorts als (Vize-)König aber auch wählen kann, welche Karten man dem (Vize-)Arschloch abnehmen will. Das Arschloch beginnt die neue Runde.
Da bei ungerader Spielerzahl ein Spieler übrig bleibt, wird dieser Spieler zum Bauer, Bürger, Kaufmann oder als technischer Begriff auch Medium ernannt und behält entweder seine Karten oder darf mit den (wegen der ungeraden Spieleranzahl) übrig gebliebenen Karten drücken (siehe Varianten).

## Spielende
Ein Spiel endet, wenn der vorletzte Spieler seine Karten losgeworden ist und somit alle „Ämter“ vom „König“ bis zum „Arschloch“ verteilt worden sind.
Der Verlierer, „das Arschloch“, mischt die Karten und teilt den Kartenstapel wieder für die nächste Runde aus.

## Kartenwerte

### Skatkarten
Die Reihenfolge der Karten variiert regional stark. Die gängigsten Reihenfolgen sind 7 - 8 - 9 - Bube - Dame - König - 10 - Ass („10 hoch“) und 7 - 8 - 9 - 10 - Bube - Dame - König - Ass („10 tief“).

### Schafkopfkarten
Hier ist es genauso wie bei den Skatkarten. Bei diesen Karten ist die gängigste Reihenfolge 6 - 7 - 8 - 9 - 10 - U (Unter) - O (Ober) - K (König) - A (Ass oder Sau).

### Pokerkarten
Die Reihenfolge ist hier 2 - 3 - 4 - 5 - 6 - 7 - 8 - 9 - 10 - B - D - K - A

## Varianten
- Bekannt ist auch eine Version mit 52 oder 55 Karten (+ Joker). Außerdem kann Arschloch mit fast jedem Kartenspiel gespielt werden, sogar wenn der Kartensatz nicht vollständig ist. Dabei muss die Anzahl der Karten ein Vielfaches der Anzahl der Spieler betragen. Vor Spielbeginn müssen deswegen meist überzählige Karten gezielt offen, zufällig offen oder zufällig verdeckt entfernt werden.
- Meistens vorher festgelegt und stark bestimmt durch die Anzahl der Spieler, muss das Arschloch keine Asse an den König abgeben.
- Der König muss nicht unbedingt seine niedrigsten Karten, sondern seine ihm am unpassendsten erscheinenden Karten an das Arschloch abgeben.
- Das Arschloch gibt nicht direkt Karten an den König ab, sondern wird vom König nach diesen gefragt. Dabei hat der König eine bestimmte Anzahl von Versuchen (in Form von Fragen) oder beliebig viele Versuche, wobei er so lange Karten verlangen darf, bis er eine bestimmte Anzahl erhält. Auch eine Kombination davon ist möglich: Der König erhält eine Anzahl Karten sicher. Hat er dafür weniger als eine (größere) Anzahl Versuche gebraucht, hat er noch Versuche übrig. Die Anzahl genommener Karten muss wieder zurückgegeben werden.
- Das Spiel kann mit oder ohne Joker gespielt werden, wobei je nach Spielart auch Joker gedrückt werden müssen oder nicht. Nach manchen Varianten zählt dabei der rote Joker mehr als die zwei schwarzen, und ein einzelner Joker reicht zum überstechen von Mehrlingen.
- Wer eine geworfene Karte wieder aufnimmt oder anderweitig gegen die Regeln verstößt, wird automatisch zum Arschloch, so dass der letzte Spieler nur noch Vize-Arschloch ist.
- In manchen Regionen ist es üblich, dass, wenn ein Spieler 4 Karten desselben Zahlenwertes spielt, der Spieler eine Revolution ausrufen kann. Dann ist die Reihenfolge der Karten genau umgekehrt, also 7 die höchste und das Ass die niedrigste Karte.
- Auch gibt es die Variante, bei der man mit vier Karten des gleichen Kartenwerts (meist „Bombe“ genannt) jeden Stich gewinnt. Die Anzahl vorher gelegter Karten ist unerheblich.
- Ebenfalls gibt es die Variante, dass man mit einer Bombe nur Asse überbieten kann. Auch dabei ist die Anzahl vorher gelegter Karten unerheblich.
- Wer als seine letzte Karte ein Ass ablegt, wird automatisch zum Arschloch. Dies fordert ein leicht strategischeres Vorgehen mit einem guten Blatt.
- Wer mit 3 Assen startet, muss dies ankündigen, wer mit 4 Assen startet, muss mit offenen Karten spielen.
- Legt ein Spieler seine letzten Karten ab und werden diese auch nicht überstochen, so spielt der nächste Spieler links von ihm aus („erben“), es wird ein Spieler durch Zufall bestimmt oder der verbleibende Spieler mit dem höchsten Amt spielt aus.
- Am Anfang der nächsten Runde ändern alle Spieler entsprechend der Ämter ihre Sitzreihenfolge (dabei rotieren alle um den Präsidenten, der sitzen bleiben darf).
- Da bei ungerader Spieleranzahl sowohl Karten übrig bleiben als auch ein Spieler weder zu den Gewinnern noch den Verlierern gehört, kann dieser die übrigen Karten aufnehmen und dafür die entsprechende Zahl ihm missliebiger Karten wieder drücken. Diesen Rang nennt man meistens Bauer, Bürger oder Kaufmann.
- Bei sechs Spielern gibt es auch die Variante, dass der Viertplatzierte zum Vize-Bauer etc. (auch zweiter Bauer etc.) ernannt wird und die vom Drittplatzierten (Bauer, Bürger oder Kaufmann) gedrückten Karten abermals in seine Hand aufnehmen und die entsprechende Zahl ihm missliebiger Karten wieder drücken kann.